# Dutch Open 1968

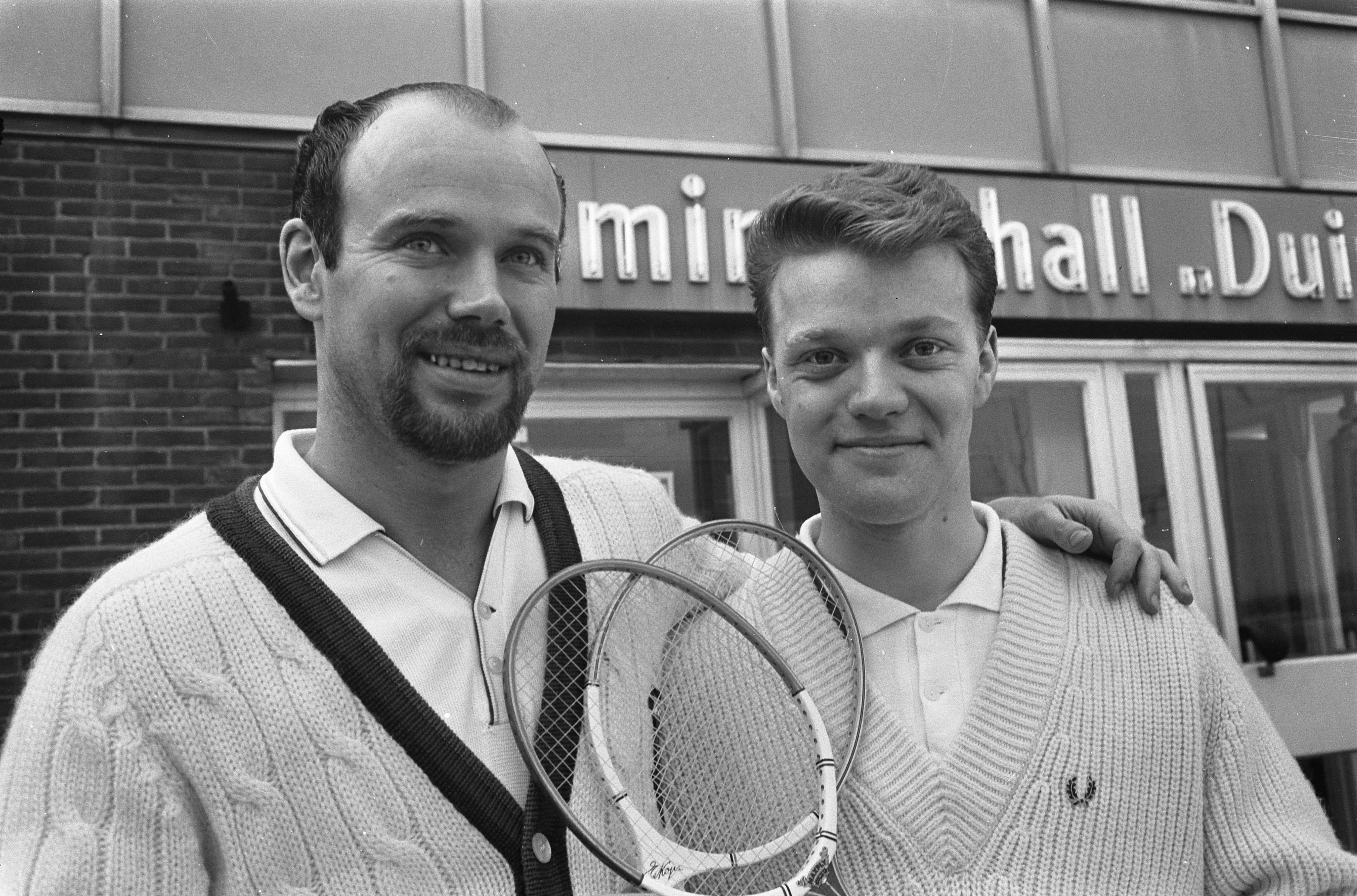
Erland Kops und Tom Bacher bei den Dutch Open 1968

Die Dutch Open 1968 im Badminton fanden Mitte Februar 1968 in der Duinwijckhal in Haarlem statt.

## Finalergebnisse
| Disziplin    | Sieger                               | Finalist                      | Ergebnis         |
| ------------ | ------------------------------------ | ----------------------------- | ---------------- |
| Herreneinzel | Erland Kops                          | Lee Kin Tat                   | 15-12, 17-14     |
| Dameneinzel  | Irmgard Latz                         | Lizbeth von Barnekow          | 3-11, 11-5, 11-6 |
| Herrendoppel | Sangob Rattanusorn Chavalert Chumkum | Erland Kops Tom Bacher        | 9-15, 15-1, 15-9 |
| Damendoppel  | Margaret Boxall Susan Pound          | Angela Bairstow Alison Glenie | 5-15, 15-0, 15-9 |
| Mixed        | Paul Whetnall Angela Bairstow        | David Eddy Margaret Boxall    | 15-13, 15-11     |